# Бунт четырнадцати
Бунт четырнадцати, бунт тринадцати — состоявшийся 9 (21) ноября 1863 года скандальный отказ четырнадцати лучших выпускников Императорской Академии художеств, возглавляемых И. Н. Крамским, от участия в конкурсе на большую золотую медаль, проводившемся к 100-летию Академии художеств. Последовавший за этим выход художников из Академии стал первым демонстративным выступлением приверженцев зарождающейся национальной школы реалистической живописи против классического, академического направления в изобразительном искусстве XIX века.

## Предпосылки

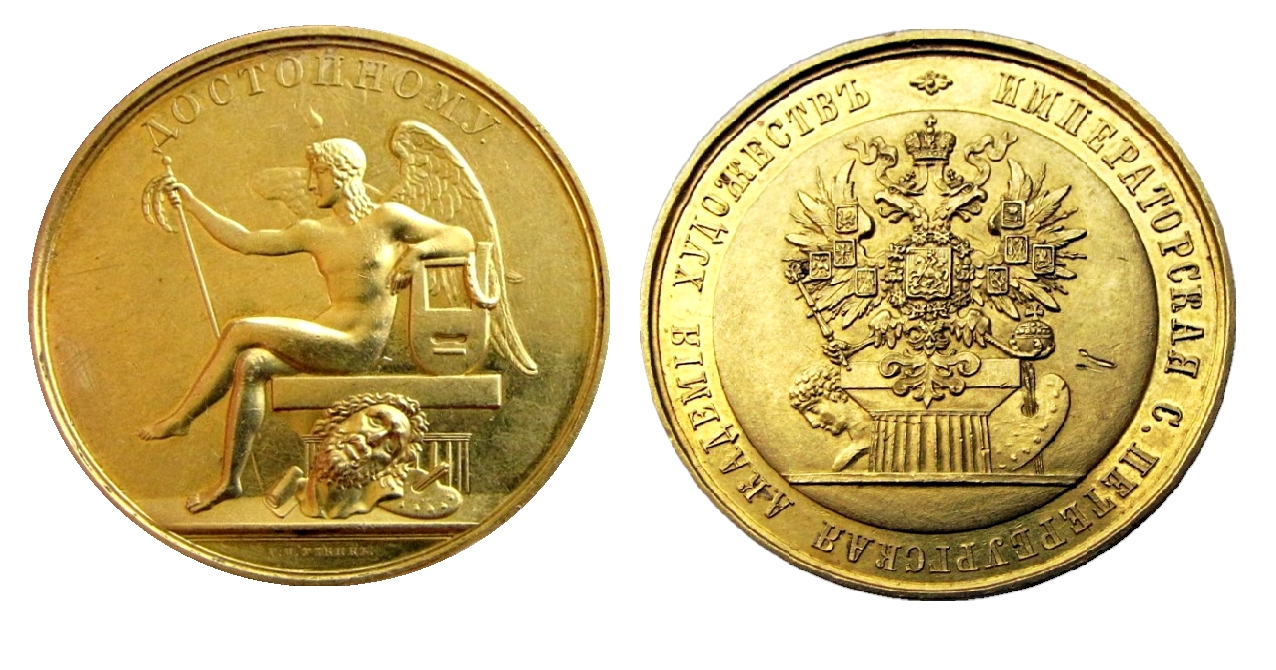
Большая золотая медаль Императорской Академии художеств «Достойному».

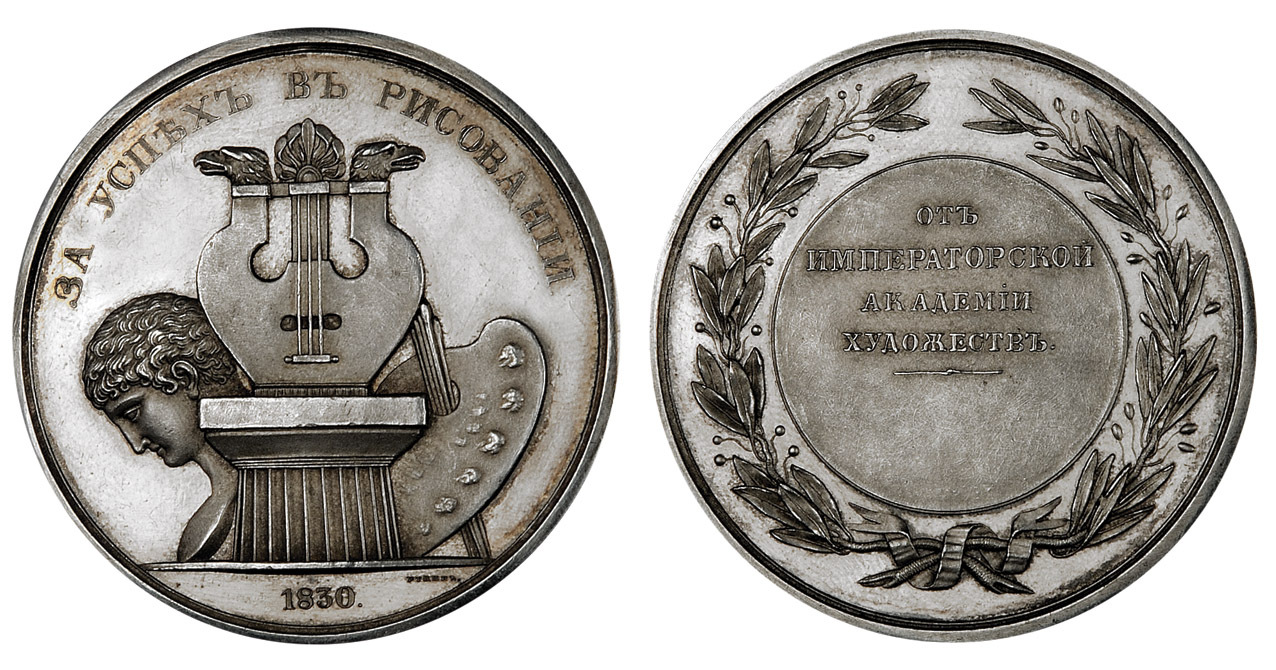
Большая серебряная медаль Императорской Академии художеств «За успех в рисовании».

Традиционно к конкурсу на большую золотую медаль Императорской Академии художеств, дававшую право на шестилетнее пенсионерство в Италии, допускались самые талантливые выпускники Академии, награждённые к началу конкурса малой золотой медалью Академии «За успех в рисовании». Финансирование пенсионерства, как и всей Академии, находилось в ведении Министерства императорского двора. Пенсионеры Академии получали в год 1500 рублей. Остальные выпускники Академии, получавшие диплом на звание художника, могли поступить на службу преподавателями искусств и получали чин 10-го класса гражданской службы — коллежского секретаря с годовым доходом в 135 рублей.
Сразу после объявления темы конкурсантов на сутки запирали в изолированных мастерских, где они за 24 часа должны были придумать сюжет и нарисовать эскиз будущей картины. Эскиз утверждался Советом Академии и не подлежал изменению.
К столетнему юбилею утверждения устава Академии Екатериной II Совет Академии принял решение об изменении правил проведения конкурса. По новым правилам претендентам разрешалось лишь один раз участвовать в конкурсе, учащиеся по классу жанровой живописи должны были участвовать одновременно с учащимися по классу исторической живописи, причем историческим живописцам не было предоставлено право на свободное избрание сюжета картины. Взамен обязательного сюжета конкурсантам предписывалось изобразить какое-либо чувство (грусть, тоска по отчизне и проч.) на заданную общую тему. Со стороны академического начальства это был серьёзный шаг к объединению исторической и имевшей к тому времени больший успех у публики жанровой живописи.

## Подача прошений

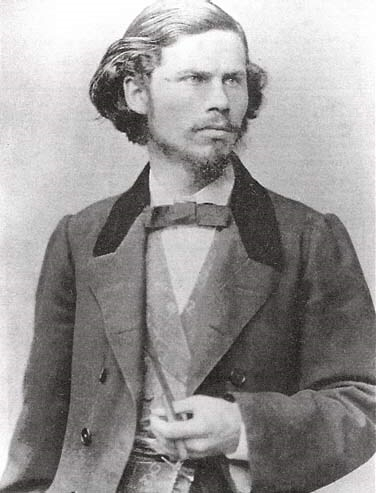
Академист Иван Крамской
фотография 1860-e

Предписания с новыми правилами проведения конкурса получили четырнадцать исторических и жанровых живописцев, награждённых к этому времени малой золотой медалью Академии: Богдан Вениг, Александр Григорьев, Николай Дмитриев, Фирс Журавлёв, Пётр Заболотский, Иван Крамской, Алексей Корзухин, Карл Лемох, Александр Литовченко, Константин Маковский, Александр Морозов, Михаил Песков, Николай Петров и Николай Шустов.
Решив, что новые правила ставят жанровых и исторических живописцев в неравное положение, конкурсанты 8 октября 1863 года подали в Совет Императорской Академии художеств письменное прошение с просьбой предоставить им свободный выбор сюжета по желанию участвующего, если заданная Советом тема не отвечает личным наклонностям художника. Кроме того, в прошении ставилась под сомнение целесообразность изолирования участников на 24 часа для работы над эскизом будущей картины.
Прошение было рассмотрено на заседании Совета, где возмущенные дерзостью конкурсантов члены Совета приняли решение восстановить прежние правила и назначить всем претендентам, как историкам, так и жанристам один сюжет на библейскую либо античную тему. Однако об этом решении конкурсантам сообщено не было, письменное прошение было оставлено без ответа.
По инициативе Крамского часть конкурсантов предприняла новую попытку, подав коллективное письмо вице-президенту Академии художеств князю Г. Г. Гагарину. Письмо отказались подписывать Маковский и Литовченко. Новое прошение также было оставлено без ответа.
Тогда инициативная группа лично посетила с прошениями несколько влиятельных членов Совета, включая ректора Академии по архитектуре профессора К. А. Тона и ректора по живописи и ваянию профессора Ф. А. Бруни. Но и эта мера осталась безуспешной.

## День бунта

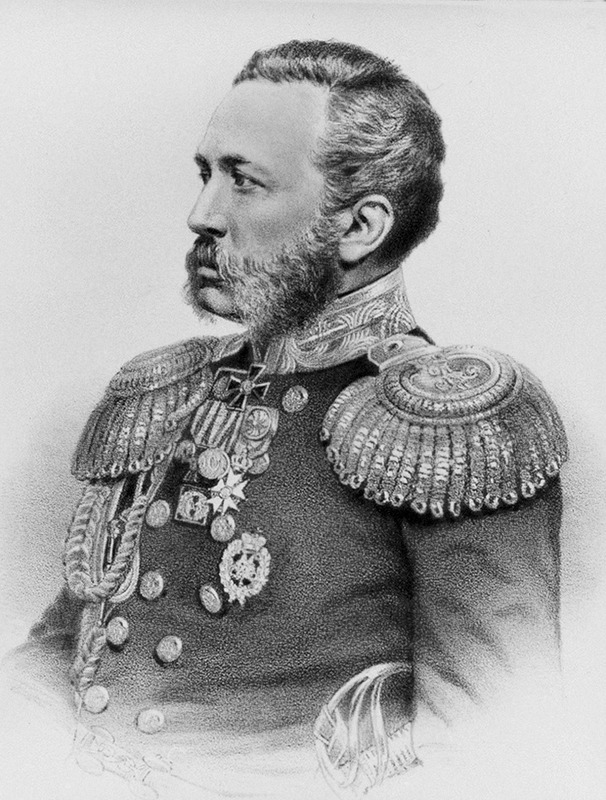
Портрет вице-президента Императорской Академии художеств князя Г. Г. Гагарина
литография работы А. Э. Мюнстера.

Оскорблённые игнорированием своих прошений академисты в ночь перед конкурсом на общем собрании решили, что, если их просьба не будет удовлетворена, они откажутся от участия в конкурсе и каждый из них подаст прошение о выпуске из Академии по семейным или любым иным обстоятельствам с выдачей им дипломов об окончании в соответствии с уже имеющимися у них наградами Академии.
В назначенное время к 10 часам утра 21 ноября (3 декабря)  1863 года все четырнадцать претендентов были вызваны в конференц-зал Академии, где вице-президент князь Гагарин объявил сюжет к предстоящему конкурсу из скандинавских саг: «Пир в Валгалле». На троне бог Один, окруженный богами и героями; на плечах у него два ворона; в небесах, сквозь арки дворца Валгаллы, в облаках видна луна, за которой гонятся волки.
Прочие условия конкурса должен был объявить ректор Академии Ф. А. Бруни, но он не успел сделать этого, так как уполномоченный академистами Иван Крамской сделал заявление:
|                                                                         | Просим позволения сказать перед Советом несколько слов… Мы подавали два раза прошение, но так как Совет не нашел возможным исполнить нашу просьбу, то мы, не считая себя вправе больше настаивать и не смея думать об изменении академических постановлений, просим покорнейше Совет освободить нас от участия в конкурсе и выдать нам дипломы на звание художников. — Все? — раздается откуда-то из-за стола вопрос. — Все, — отвечает уполномоченный кланяясь; и затем компактная масса шевельнулась и стала выходить из конференц-залы. Один по одному из конференц-залы Академии выходили ученики, и каждый вынимал из бокового кармана своего сюртука вчетверо сложенную просьбу и клал перед делопроизводителем, сидевшим за особым столом. Когда дошла моя очередь, я заметил, что была уже груда в четыре вершка вышиною. Тут же кто-то шепчет: один остался! Кто? Прошло не более минуты: узнаем, что, когда зала от нас очистилась, в самом углу оказался один историк. |
| Цомакион А. И. «Иван Крамской. Его жизнь и художественная деятельность» | |

Оставшимся был академист по классу исторической живописи Пётр Заболотский, заявивший, что намеревается участвовать в конкурсе. Совет Академии объявил Заболотскому, что конкурс при одном претенденте состояться не может.
|  | «А вам чего угодно, сударь?» — спросил, едва сдерживая раздражение, князь Гагарин, продолжавший столбом своим выситься на своем предсказательском месте. "Я … желаю конкурировать", — через силу выжал из себя Заболотский. Князь Гагарин усмехнулся. "Разве вам не известно, милостивый государь", — сказал он едко-насмешливо, — «что конкурс из одного участника состояться не может? Благоволите подождать до следующего года». Заболотский вышел, униженно кланяясь, унося на улицу застывшую улыбку. Через год он все же участвовал в конкурсе, провалился и затем исчез бесследно, разделив незавидную долю, уготованную людям нетвердых убеждений. |
|  | |

Однако вместо оставшегося Заболотского прошение о выходе из Академии подал скульптор Василий Крейтан, также имевший малую золотую медаль Академии. Таким образом, от конкурса отказались и вышли из Академии тринадцать живописцев и один скульптор.

## Результаты
Советская историография рассматривала «бунт четырнадцати» как политическое выступление демократически настроенных художников, закончившееся исключением конкурсантов из Академии. Действительно, о сорванном конкурсе было доложено императору Александру II. По высочайшему повелению за бывшими академистами был установлен негласный полицейский надзор. Однако все прошения участников скандала были удовлетворены. Вышедшим из Академии были вручены дипломы классного художника второй степени.
Бывшие академисты организовали первую в России Артель художников, имевшую определённый экономический успех. Восемь из четырнадцати участников «бунта», в том числе и Иван Крамской, впоследствии получили почётное звание академика Императорской Академии художеств с присвоением классного чина надворного советника. Один из участников «бунта», Кирилл Лемох, стал учителем рисования и живописи детей императора Александра III, в том числе и цесаревича, великого князя Николая Александровича, будущего императора Николая II.